# اساسنامه اتحادیه کشورهای آمریکای جنوبی
اساسنامه اتحادیه کشورهای آمریکای جنوبی (انگلیسی: UNASUR Constitutive Treaty)؛ در ۲۳ مه ۲۰۰۸ میلادی در نشست فوق‌العادهٔ سران دولت و حکومت‌های اتحادیه کشورهای آمریکای جنوبی (اختصاری اوناسور؛ انگلیسی: UNASUR) که در برازیلیای برزیل برگزار شد، به امضا رسید. بدین ترتیب اتحادیه کشورهای آمریکای جنوبی، یک اتحادیهٔ بین دولتی قاره‌ای، متشکل از دوازده کشور آمریکای جنوبی؛ رسماً تأسیس شد.

## امضاءکنندگان

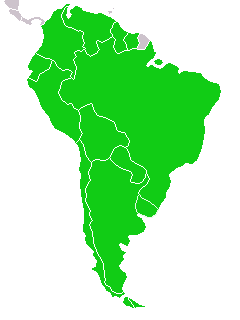
دوازده دولت امضا کنندهٔ معاهده اوناسور.

| آرژانتین | کریستینا فرناندس            | بله | ۲ اوت ۲۰۱۰     |     |            |     |            |
| بولیوی   | اوو مورالس                  | بله | ۱۱ مارس ۲۰۰۹   |     |            |     |            |
| برزیل    | لوئیس ایناسیو لولا دا سیلوا | بله | ۱۴ ژوئیه ۲۰۱۱  |     |            |     |            |
| شیلی     | میچل باچله                  | بله | ۲۲ نوامبر ۲۰۱۰ |     |            |     |            |
| کلمبیا   | الوارو اوریبه               | بله | ۲۸ ژانویه ۲۰۱۱ |     |            |     |            |
| اکوادور  | رافائل کورئا                | بله | ۱۵ ژوئیه ۲۰۰۹  |     |            |     |            |
| گویان    | بهارات جاگدئو               | بله | ۱۲ فوریه ۲۰۱۰  |     |            |     |            |
| پاراگوئه | نیکانور دوارته              | بله | ۹ ژوئن ۲۰۱۱    | پرو | آلن گارسیا | بله | ۱۱ مه ۲۰۱۰ |
| سورینام  | Ronald Venetiaan            | بله | ۵ نوامبر ۲۰۱۰  |     |            |     |            |
| اروگوئه  | Rodolfo Nin Novoa           | بله | ۹ فوریه ۲۰۱۱   |     |            |     |            |
| ونزوئلا  | هوگو چاوز                   | بله | ۱۳ مارس ۲۰۱۰   |     |            |     |            |

## پروتکل الحاقی
در ۲۶ نوامبر سال ۲۰۱۰، طی اجلاس سران آمریکای جنوبی ۲۰۱۰، یک بند دموکراتیک به اساسنامه افزوده شد. این اصلاحیه اتخاذ تدابیری علیه کشورهای عضو که روندهای سیاسی در آن کشور رعایت نمی‌شود را مشخص می‌کند. این بند، پس از تحولات اکوادور که به‌طور خلاصه تهدید دولت رئیس‌جمهور رافائل کورئا بود؛ مطرح و ایجاد شد. پروتکل الحاقی توسط تمام کشورهای عضو اوناسور به امضا رسید.